# Sans sang
Sans sang (titre original Senza Sangue) est un court roman d'Alessandro Baricco, paru en 2002, dont la traduction française par Françoise Brun a été publiée en 2003 par les éditions Albin Michel.

## Trame
Un
Dans la ferme isolée de Mato Rujo, où vit un homme avec ses deux enfants, dans une vie apparemment tranquille, le drame éclate sans explication : une vieille Mercedes, trois hommes ouvrent le feu et tuent Manuel Roca et son fils. La petite fille cachée dans une trappe. Un des hommes ouvre la trappe, la voit... un instant, le temps s'arrête. Il referme la trappe. La petite survit.
Deux
Un dialogue dans un restaurant. Une vieille femme, un vieil homme, soixante ans plus tard. Le passé se découvre : des années après, la petite fille est devenue Donna Sol, le nom qui accompagne la vengeance qu'elle exécute efficacement. Derrière elle ce passé, devant elle l'homme qui a ouvert la trappe. 
En deux épisodes Baricco noue (ou dénoue ?) un drame féroce aux accents de thriller noir, mais l'auteur italien reste fidèle à lui-même, et mélange la vengeance, le suspense et le sang à la douceur de la poésie.

## Réception
Les critiques (en blog) sont bonnes.

## Extrait
« Elle pensa que même si la vie est incompréhensible, nous la traversons probablement avec le seul désir de revenir à l'enfer qui nous a engendré, et d'y habiter auprès de qui, un jour, de cet enfer, nous a sauvé. Elle essaya de se demander d'où venait cette absurde fidélité à l'horreur, mais elle s'aperçut qu'elle n'avait pas de réponse. Elle comprenait seulement que rien n'est plus fort que cet instinct de revenir là où on nous a brisé, et de répéter cet instant pendant des années. Et pensant seulement que ce qui nous a sauvé une fois pourra nous sauver à jamais. Dans un long enfer identique à celui d'où nous venons. Mais clément tout à coup. Et sans sang. »

## Adaptations
Le compositeur hongrois, Péter Eötvös, compose un opéra à partir d'un livret adapté du roman par Mari Mazei, créé en 2016 à Avignon.
Une adaptation cinématographique, Without Blood, est écrite et réalisée par Angelina Jolie. Le film est prévu pour fin 2024. 